# Jan Faktor

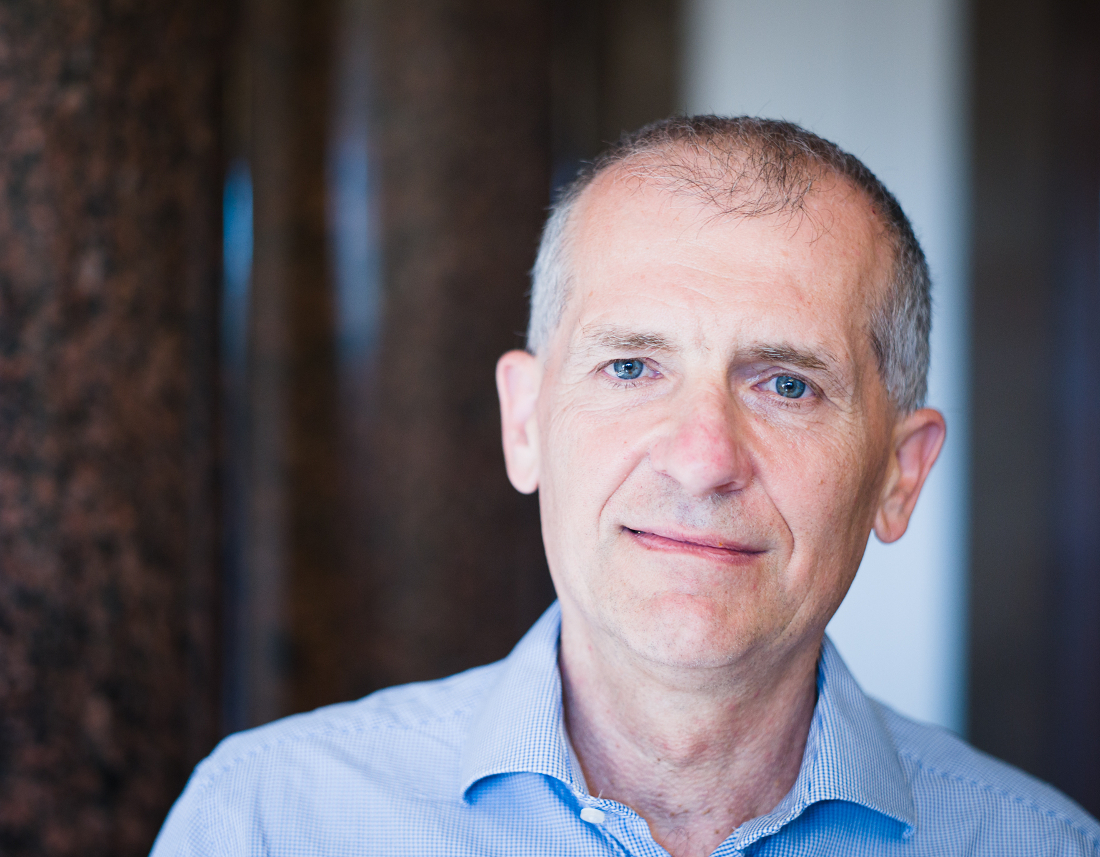
Jan Faktor (2015)

Jan Faktor (* 3. November 1951 in Prag) ist ein tschechischer deutschsprachiger Schriftsteller und Übersetzer.

## Leben
Sowohl Jan Faktors Mutter Františka Faktorová als auch seine Großmutter waren Überlebende der deutschen Judenverfolgung in der besetzten Tschechoslowakei. 
Nach der Niederschlagung des Prager Frühlings lebte Faktor zwei Jahre in der Hohen Tatra. Er arbeitete ab 1973 als Systemadministrator und Programmierer an einem Prager Rechenzentrum. Jan Faktor heiratete die Autorin und Psychoanalytikerin Annette Simon, eine Tochter Christa Wolfs. Beide zogen 1978 nach Ost-Berlin, wo er als Schlosser und Kindergärtner arbeitete. Er engagierte sich bereits frühzeitig in der Untergrund-Literaturszene Ost-Berlins. Im Wendejahr 1989 war Faktor Mitarbeiter des Rundbriefs des Neuen Forums, später Mitarbeiter der Zeitung Die Andere. 
Sein Roman Georgs Sorgen um die Vergangenheit oder im Reich des heiligen Hodensack-Bimbams von Prag wurde 2010 für den Preis der Leipziger Buchmesse nominiert und gelangte auf die Shortlist des Deutschen Buchpreises. Zwölf Jahre später erreichte er 2022 mit Trottel erneut die Shortlist des Deutschen Buchpreises. Außerdem erhielt er dafür den Wilhelm-Raabe-Literaturpreis.

## Veröffentlichungen
- Einakter von Dichtung und Frechheit. Ursus-Press, Berlin 1988.
- Georgs Sorgen um die Zukunft. (gekürzte Fassung) in: Experimentelle Texte Nr. 18. Universität-Gesamthochschule Siegen, Siegen 1988, ISSN 0178-7802.
- Georgs Versuche an einem Gedicht und andere positive Texte aus dem Dichtergarten des Grauens. Aufbau-Verlag, Berlin/Weimar 1989, ISBN 3-351-01451-1.
- Henry’s Jupitergestik in der Blutlache Nr. 3 und andere positive Texte aus Georgs Besudelungs- und Selbstbesudelungskabinett: Texte, Manifeste, Stücke und ein Bericht. Janus Press, Berlin 1991, ISBN 3-86163-022-2.
- Körpertexte. (Herausgegeben anlässlich der Verleihung des Kranichsteiner Literaturpreises.) Janus Press, Berlin 1993, ISBN 3-928942-16-6.
- Die Leute trinken zuviel, kommen gleich mit Flaschen an oder melden sich gar nicht oder Georgs Abschiede und Atempausen nach dem verhinderten Werdegang zum Arrogator eines Literaturstosstrupps: Körpertexte, Sprechtexte, Essays. Janus Press, Berlin 1995, ISBN 3-928942-21-2.
- Mein Leben als Gebrauchsangewiesener Mensch in der DDR. (Realsatirische Diavorträge über Gebrauchsanweisungen aus der DDR, 1997 bis 1999.)
- Fremd im eigenen Land? Psychosozial-Verlag, Gießen 2000, ISBN 3-89806-004-7. (Essayband, gemeinsam mit Annette Simon)
- Minsk 32 – my love: Ein Computer-Aussteiger aus den 70er Jahren packt aus. In: Frankfurter Rundschau v. 24. Juni 2000.
- Schornstein. Kiepenheuer & Witsch, Köln 2006, ISBN 3-462-03682-3.
- Georgs Sorgen um die Vergangenheit oder Im Reich des heiligen Hodensack-Bimbams von Prag. Kiepenheuer & Witsch, Köln 2010, ISBN 978-3-462-04188-0.
- Jiříkovy starosti o minulost. PLUS, Praha 2015, ISBN 978-80-259-0091-8.
- Ivan Blatný: Hilfsschule Bixley. Nachdichtung aus dem Tschechischen, gemeinsam mit Annette Simon.  Edition Korrespondenzen, Wien 2018, ISBN 978-3-902951-31-1.
- Trottel. Kiepenheuer & Witsch, Köln 2022, ISBN 978-3-462-00085-6.

## Auszeichnungen
- 1993: Kranichsteiner Literaturpreis für Körpertexte
- 2005: Alfred-Döblin-Preis für das Manuskript des Romans Schornstein
- 2010: Candide-Preis für sein bisheriges Gesamtwerk
- 2018: Italo-Svevo-Preis
- 2022: Shortlist zum Deutschen Buchpreis mit Trottel
- 2022: Wilhelm Raabe-Literaturpreis für Trottel[3]